# Josef Ladurner
Josef Ladurner (* 23. Juli 1908 in Zell am See; † 3. August 1997 in Innsbruck) war ein österreichischer Mineraloge, Petrograph und Geologe, der Professor am Mineralogischen Institut der Universität Innsbruck war.

## Leben

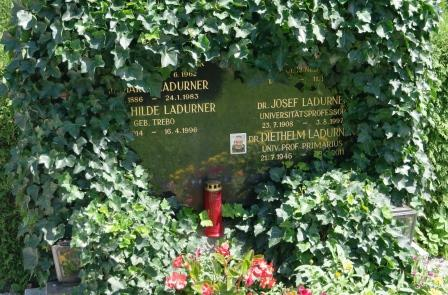
Grab von Josef Ladurner auf dem Ostfriedhof Innsbruck-Pradl

Ladurner, dessen Familie Südtiroler Wurzeln hat, studierte nach dem Abitur in Innsbruck Geologie, Paläontologie und Mineralogie bei Raimund von Klebelsberg und Bruno Sander an der Universität Innsbruck. 1931 wurde er bei Sander promoviert (Die Quartärablagerungen des Sellrain (Stubaier Alpen)). Danach war er in Innsbruck Demonstrator und kartierte in den Dolomiten (Geologische Karte Villnöß-Gröden 1:25.000, mit Werner Heißel, erschienen 1936). Ab 1936 war er Assistent, war im Zweiten Weltkrieg in Skandinavien als Wehrgeologe für die Luftwaffe tätig, habilitierte sich 1950 in Innsbruck in Mineralogie und Petrographie, wurde 1954 außerordentlicher Professor und 1955 ordentlicher Professor und Institutsvorstand als Nachfolger von Bruno Sander. 1958/59 war er Dekan der Philosophischen Fakultät, 1960 bis 1962 Senator und 1978 wurde er emeritiert.
Er befasste sich als Schüler von Bruno Sander (dem Vater der Gefügekunde) mit Gefügekunde (speziell Korngefügekunde) und Petrographie der Alpen.
1963 bis 1978 war er Mitherausgeber von Tschermaks Mineralogischen und Petrographischen Mitteilungen und 1962 bis 1994 der Veröffentlichungen des Tiroler Landesmuseums Ferdinandeum. 1974 bis 1988 war er Direktor des Museums.
Mit seinem Schüler Fridolin Purtscheller veröffentlichte er zwei populärwissenschaftliche Bücher über Mineralogie.
1987 erhielt er das Ehrenzeichen des Landes Tirol.

## Schriften
- mit Fridolin Purtscheller: Das große Mineralienbuch. Innsbruck, Pinguin-Verlag 1990, Frankfurt: Umschau 1970, 1988
- mit Fridolin Purtscheller: Mein kleines Mineralienbuch. Pinguin Verlag 1968, 1970 (es erschien auch 1968 eine englische Übersetzung: An introduction to mineralogy)
- mit  Fridolin Purtscheller: Die Welt der Alpen. Pinguin Verlag 1970